# Carlos Miguel Teixeira
Carlos Miguel Teixeira est un joueur portugais de volley-ball né le 11 mars 1976. Il mesure 1,84 m et joue libero. Il totalise plus de 300 sélections en équipe du Portugal et est ainsi le joueur de sport collectif détenant le record de sélections pour le Portugal.

## Clubs
| Club               | De        | À         |
| ------------------ | --------- | --------- |
| Leixões            | 1998-1999 | 2000-2001 |
| Castelo da Maia GC | 2001-2002 | 2001-2002 |
| Vitoria SC         | 2002-2003 | 2002-2003 |
| Antigos Alunos     | 2003-2004 | 2003-2004 |
| Benfica Lisbonne   | 2004-2005 | 2007-2008 |
| Stade Poitevin     | 2008-2009 | 2012-2013 |
| Tourcoing LM       | 2013-2014 | ...       |

## Palmarès
- Championnat de France (1)
  - Vainqueur : 2011
  - Finaliste : 2012
- Championnat du Portugal (2)
  - Vainqueur : 2002, 2005
- Coupe du Portugal (3)
  - Vainqueur : 2002, 2005, 2006
- Supercoupe du Portugal (1)